# Knurów
Knurów [ˈknuruf] (deutsch Knurow, historisch Knauersdorf) ist eine Stadt im Powiat Gliwicki der Woiwodschaft Schlesien in Südpolen.

## Geografie

### Geografische Lage
Knurów liegt rund 20 Kilometer westlich von Kattowitz, 15 km nordöstlich von Rybnik und sieben Kilometer südlich der Kreisstadt Gliwice (Gleiwitz) am Südwestrand des Oberschlesischen Industriegebietes an einem östlichen Nebenbach der Birawka.

### Nachbargemeinden
Das Stadtgebiet grenzt an die Gemeinden bzw. Städte Gliwice im Norden, Gierałtowice und Ornontowice im Osten, Czerwionka-Leszczyny im Süden sowie Pilchowice im Westen.

### Stadtgliederung
Knurów gliedert sich in die Innenstadt im Norden des Stadtgebiets und die südwestlich gelegenen Stadtteile Krywałd (Kriewald) und Szczygłowice (Schyglowitz).

## Geschichte

### Mittelalter und Frühe Neuzeit

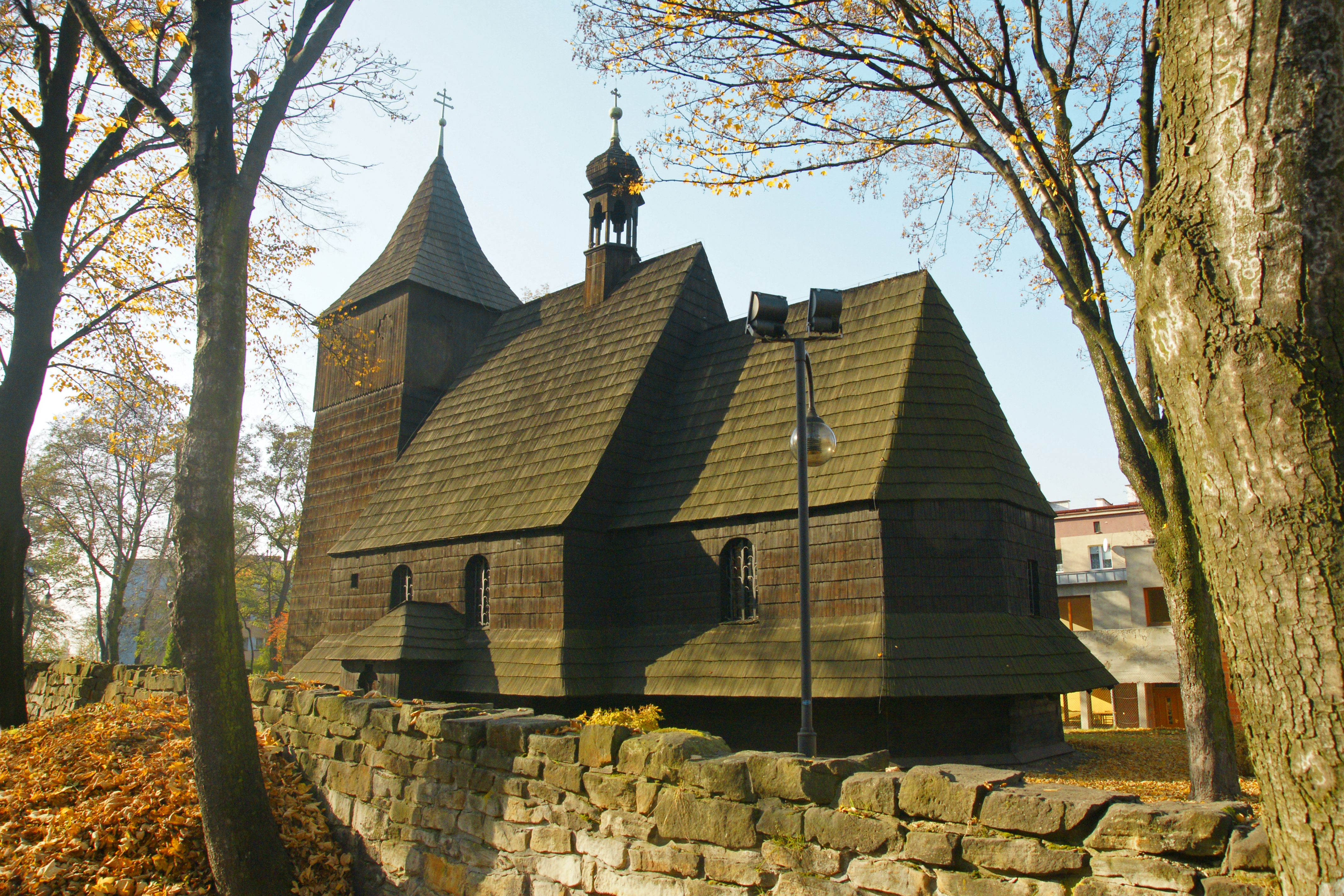
Die Knurówer Schrotholzkirche St. Laurentius stammt aus dem 16. Jahrhundert. Seit 1935 steht sie in Königshütte.

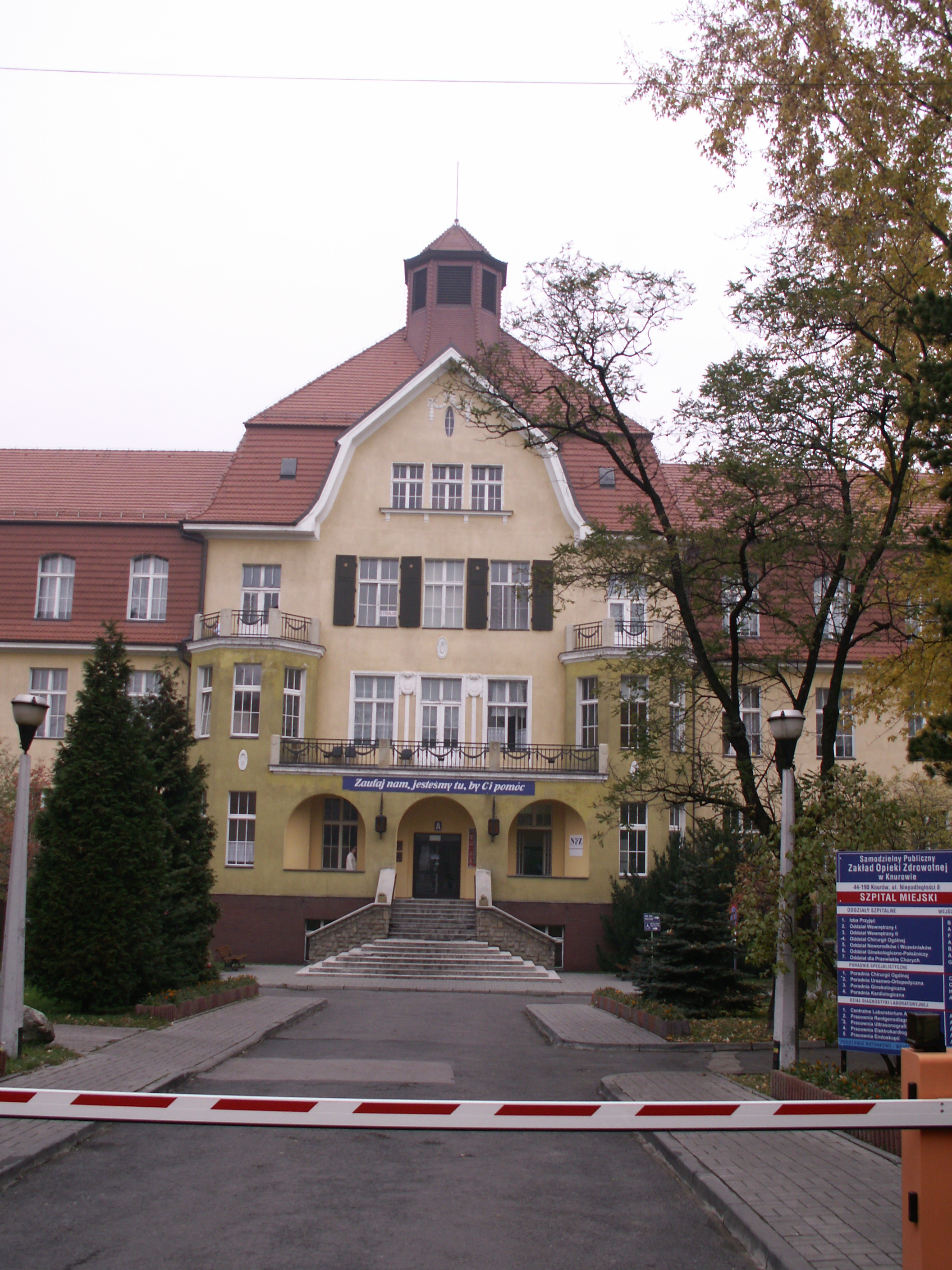
Das ehemalige Knappschaftslazarett von 1912

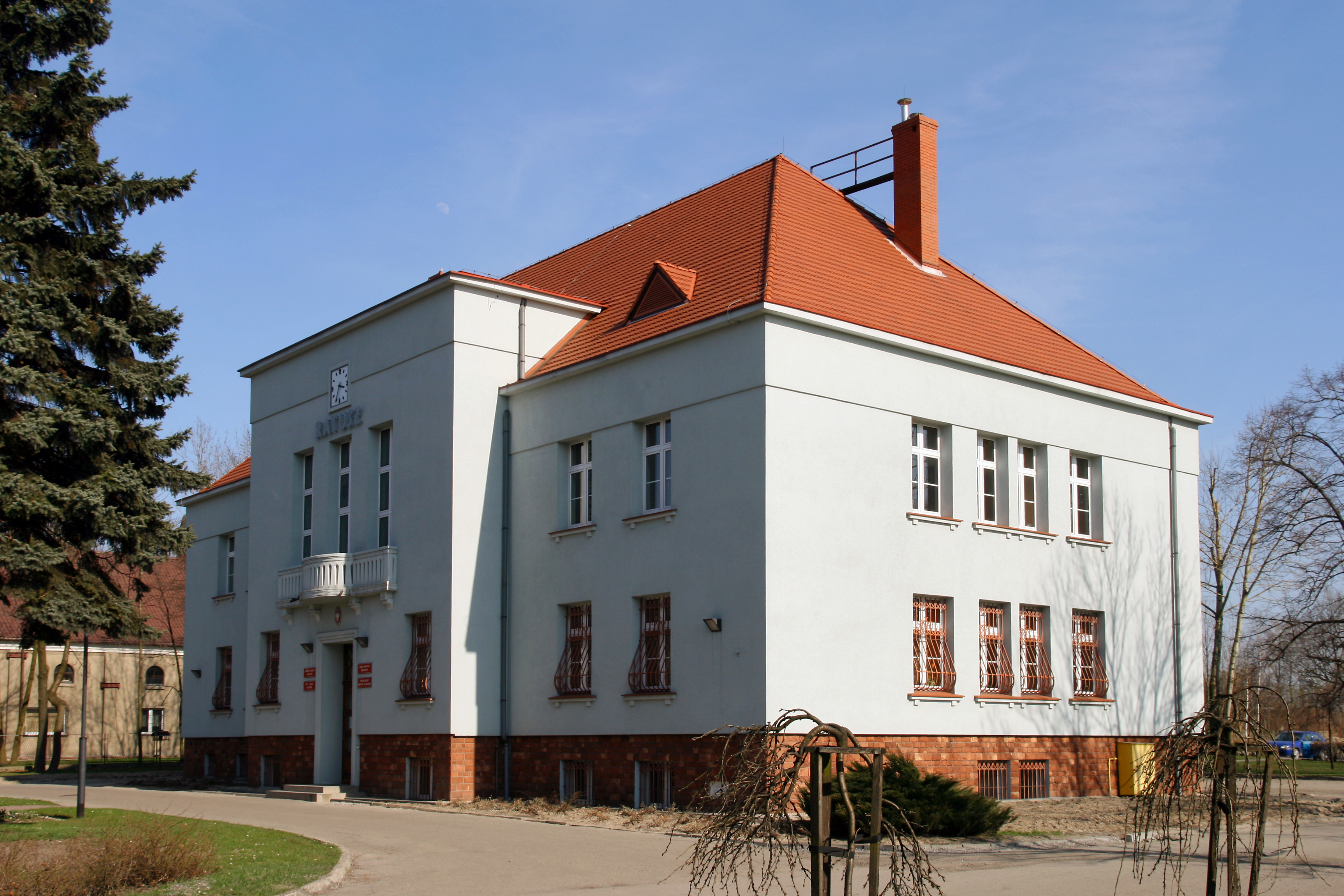
Die Stadtverwaltung

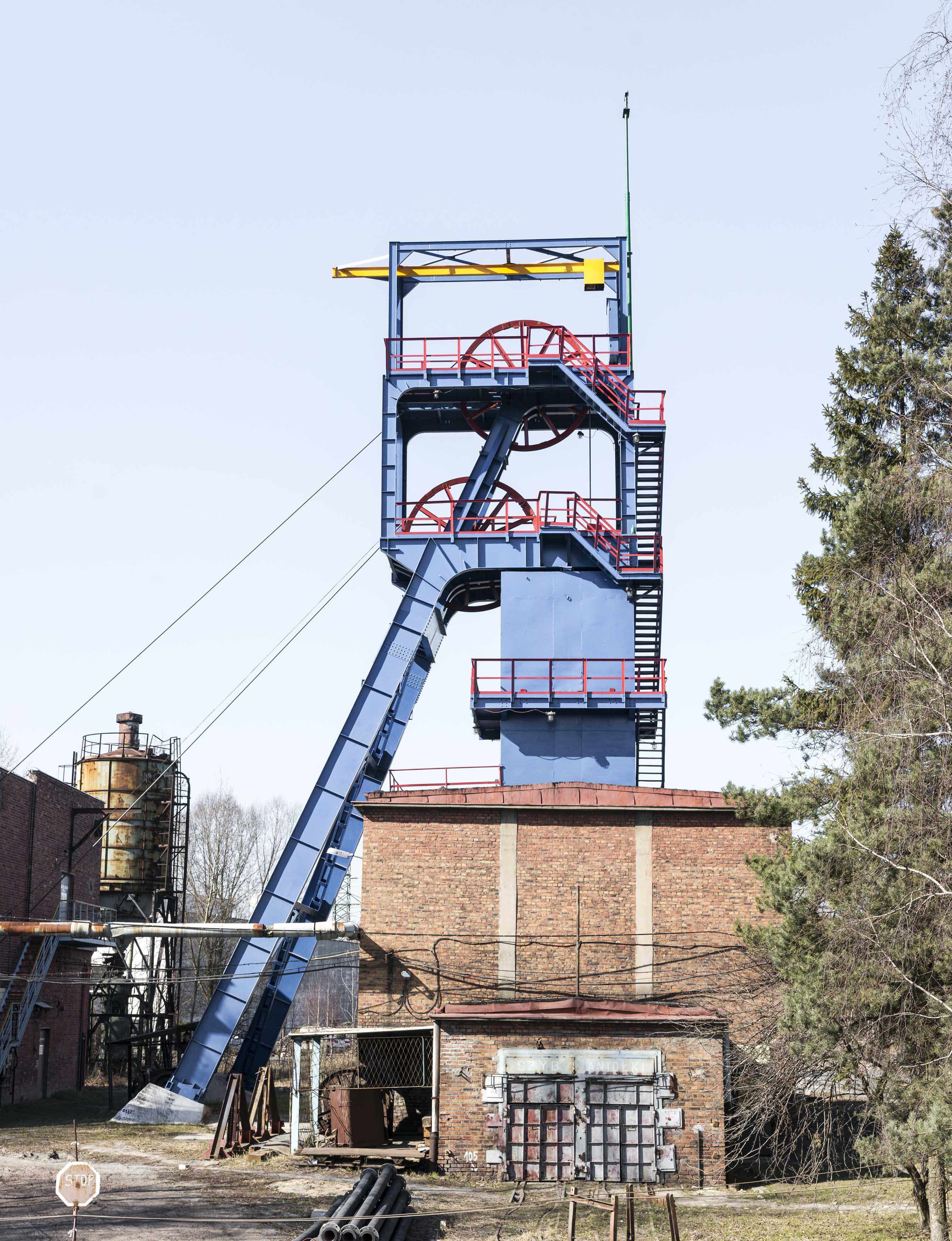
Wetterschacht Aniolki der ehemaligen von-Velsen-Kohleschächte

In einer Besitzaufzählung des Bistums Breslau vom Ende des 13. Jahrhunderts (Liber fundationis episcopatus Vratislaviensis) wurde der Ort Cnurowicz zum ersten Mal urkundlich erwähnt. Schon damals stellte Knurów eine Scholtisei dar, was sich bis zur Hälfte des 15. Jahrhunderts nicht änderte, als der Ort ein Rittergut wurde. Der erste Eigentümer Peter von Knurow ist in einem Dokument vom 13. Juli 1483 bezeugt. Der Ort teilte das Schicksal des Gleiwitzer Landes, kam mit diesem 1339 an Böhmen und 1526 an Habsburg. Knurow wurde 1730 Besitz der Raudener Zisterzienser und kam 1742 an Preußen.
Bereits im 14. Jahrhundert entstand in Knurow die Schrotholzkirche des Heiligen Laurentius. Für ihren wuchtigen Turm wurden im Jahre 1655 Glocken in Lothringen gegossen, die vom neuen Knurower Besitzer Adam Goszycki gestiftet worden waren. In ihr befand sich auch die Schöne Madonna von Knurow. Die 113 cm hohe, gotische Figur wurde 1420 geschaffen und befindet sich heute im Erzdiözesanmuseum in Kattowitz. Der alte Kirchort Knurow, damals Knauersdorf, ist 1447 als Pfarrei nachgewiesen, verlor aber mit dem Dreißigjährigen Krieg als Filiale von Gieraltowitz seine Unabhängigkeit und wurde erst am 1. Juli 1915 wieder zur eigenständigen Pfarrei erhoben. Für das Jahr 1534 findet sich die Schreibweise Knaurszdorff des Ortsnamens.

### 19. und 20. Jahrhundert
Gegen Ende des 19. Jahrhunderts begann man im Kreis Rybnik, dem das Dorf und Rittergut Knurrow (der im 19. Jahrhundert übliche Name) angehörte, Steinkohlebergbau zu betreiben. Auch das Gebiet um Knurow war reich an Kohlevorkommen und das Bauerndorf, das 1871 noch 849 Einwohner gezählt hatte, entwickelte sich zu einer Industriesiedlung mit 4339 Einwohnern im Jahr 1910. Am 7. Juni 1902 kaufte der preußische Staat den Ort für 1,73 Millionen Mark, und 1903 wurde mit dem Bau eines ersten Bergwerks in Knurow begonnen, das 1906 seinen Betrieb aufnahm und nach dem preußischen Oberberghauptmann Gustav von Velsen (1847–1923) benannt wurde. Später folgte eine Kokerei, für die von 1913 bis 1914 zwei Öfen errichtet wurden. Darüber hinaus erhielt der Ort mit neuen Straßen, die teilweise gepflastert waren, eine bessere Verkehrsanbindung an Gleiwitz und Rybnik. 1908 fand Knurow Anschluss an die Eisenbahnlinie nach Gieraltowitz. Wegen der raschen Bevölkerungszunahme wurden von 1904 bis 1910 insgesamt 821 neue Wohnungen errichtet. Diese befanden sich zum Teil in den vier neu angelegten Arbeiterkolonien. Die Infrastruktur wurde auch durch ein Knappschafts-Krankenhaus, ein Hotel und viele Geschäfte erweitert. Der größte Betrieb auf dem heutigen Stadtgebiet war die Chemiefabrik in Kriewald. Sie wurde bereits 1875 als Schwarzpulverfabrik von der in Köln ansässigen Vereinigte Rheinisch-Westfälische Pulverfabriken AG angelegt. Das Schwarzpulver war für die Kohlebergwerke als Sprengmittel unentbehrlich. Im Ersten Weltkrieg war die Fabrik ein kriegswichtiger Betrieb.
Während des dritten schlesischen Aufstands fand die Volksabstimmung in Oberschlesien am 20. März 1921 statt, bei der etwa 37 % der gültigen Stimmen in Knurow für Deutschland abgegeben wurden.
Am 26. Juli 1921 explodierten in Kriewald zwei Güterwaggons mit Ammonsalpeter. Wegen des Hartwerdens des Materials war es zur Gewohnheit geworden, es mittels kleiner Sprengungen zu zerkleinern. Hierbei kam es zur Explosion, bei der 19 Menschen starben. Bei der Explosion des Oppauer Stickstoffwerkes nur zwei Monate später war die Ursache identisch, allerdings wurde dort eine Mischung mit 50 % Ammonsulfat hergestellt und gelagert, die als nicht mehr explosiv galt.
Seit 1922 gehörten Knurow und seine heutigen Stadtteile zu Polen. Die Grenze zu Deutschland verlief direkt nördlich der Ortsgrenze. Mit der Zeit nahm Knurów immer mehr das Aussehen einer Stadt an. Es wurden neue Betriebe und Wohnbauten errichtet und schließlich auch ein neues Rathaus (1928–1929). Im Jahr 1935 verlor Knurów mit der Laurentiuskirche sein wichtigstes Baudenkmal, sie wurde nach Königshütte transloziert, wo sie bis heute erhalten ist. Zwei Jahre später wurde mit dem Bau einer neuen Kirche begonnen, dieser moderne Bau wurde den Heiligen Method und Kyrill geweiht. Beim Überfall auf Polen zu Beginn des Zweiten Weltkriegs 1939 wurde die Stadt von der deutschen Wehrmacht besetzt und wieder Knurow genannt; es bestanden aber Pläne, den Ort in Knauersdorf umzubenennen.
Am 26. Januar 1945 um 15:00 Uhr erreichte die Rote Armee den Ort. Knurów war zu Kriegsende nicht zerstört, so dass sich das Wirtschaftsleben nach der Wiedereröffnung der Betriebe bald wieder normalisierte. Am 1. Dezember 1945 wurden auf einen Beschluss des Woiwoden vom 27. November 1945 die Gemeinde Szczygłowice und ihr Ortsteil Krywałd nach Knurów eingemeindet, das nun über 10.000 Einwohner zählte. Dies war auch ein erster Schritt in Richtung Stadterhebung, die am 1. Januar 1951 vollzogen wurde. In der neuen Stadt Knurów wurden die bestehenden Industriebetriebe ausgebaut, und ab 1957 entstand ein neues Steinkohlebergwerk im Stadtteil Szczygłowice, das am 1. Juli 1961 eröffnet wurde. In den 1970er Jahren zählte die Stadt etwa 29.000 Einwohner. 1987 wurde ein Bergbaugesundheitszentrum errichtet. Im Zuge des Strukturwandels nach der politischen Wende in Polen 1989 mussten in der Stadt einige unrentable Betriebe geschlossen werden. Andere, wie die örtlichen Kohlebergwerke, wurden modernisiert, und es entstanden neue Betriebe außerhalb der Schwerindustrie, die der steigenden Arbeitslosenzahl entgegenwirkten.

### Einwohnerentwicklung
Die Einwohnerzahlen von Knurów nach dem jeweiligen Gebietsstand (inkl. Gutsbezirk):
| Jahr | Einwohner |
| ---- | --------- |
| 1845 | 675       |
| 1855 | 698       |
| 1861 | 776       |
| 1871 | 849       |
| 1885 | 821       |
| 1905 | 1.137     |

| Jahr | Einwohner |
| ---- | --------- |
| 1910 | 4.339     |
| 1931 | 8.774     |
| 1995 | 44.124    |
| 2000 | 40.907    |
| 2005 | 39.844    |

## Politik

### Stadtpräsident
An der Spitze der Verwaltung steht der Stadtpräsident. Seit 2008 war dies Adam Rams, der der für das Wahlkomitee „Gemeinsam für Knurów“ antrat. Die turnusmäßige Wahl im April 2024 brachte folgendes Ergebnis:
- Tomasz Rzepa (Wahlkomitee „Gemeinsam für Knurów“) 41,7 % der Stimmen
- Bogdan Leśniowski (Wahlkomitee „Ihr Knurów“) 24,8 % der Stimmen
- Wojciech Kołociej (KO) 18,9 % der Stimmen
- Maciej Kandzior (Wahlkomitee „Initiative für Knurów“) 14,5 % der Stimmen

In der damit notwendigen Stichwahl setzte sich Rzepa mit 53,2 % der Stimmen gegen Leśniowski durch und wurde zum neuen Bürgermeister gewählt.
Die turnusmäßige Wahl im Oktober 2018 brachte folgendes Ergebnis:
- Adam Rams (Wahlkomitee „Gemeinsam für Knurów“) 64,2 % der Stimmen
- Paweł Żak (PiS) 20,2 % der Stimmen
- Prezemysław Dulias (Kukiz’15) 15,6 % der Stimmen

Damit wurde Amtsinhaber Rams bereits im ersten Wahlgang für eine weitere Amtszeit gewählt.

### Stadtrat
Der Stadtrat von Knurów besteht aus 21 Mitgliedern, die in Mehrpersonenwahlkreisen gewählt werden. Die Wahl 2024 führte zu folgendem Ergebnis:
- Wahlkomitee „Gemeinsam für Knurów“ 28,4 % der Stimmen, 9 Sitze
- Koalicja Obywatelska (KO) 22,0 % der Stimmen, 5 Sitze
- Wahlkomitee „Initiative für Knurów“ 13,0 % der Stimmen, 2 Sitze
- Wahlkomitee „Ihr Knurów“ 13,0 % der Stimmen, 2 Sitze
- Wahlkomitee „Knurów unsere Zukunft“ 12,4 % der Stimmen, 2 Sitze
- Wahlkomitee „Zusammen für die Einwohner von Knurów“ 11,2 % der Stimmen, 1 Sitz

Die Wahl 2018 führte zu folgendem Ergebnis:
- Prawo i Sprawiedliwość (PiS) 25,3 % der Stimmen, 6 Sitze
- Wahlkomitee „Gemeinsam für Knurów“ 23,2 % der Stimmen, 6 Sitze
- Wahlkomitee „Zusammen für die Einwohner von Knurów“ 19,4 % der Stimmen, 5 Sitze
- Wahlkomitee „Vereinigung der Einwohner des Landkreises Gliwice“ 14,0 % der Stimmen, 3 Sitze
- Wahlkomitee „Meine Gemeinde unser Landkreis“ 9,2 % der Stimmen, kein Sitz
- Kukiz’15 8,9 %, 1 Sitz

### Partnerstädte
Die Stadt Knurów unterhält mit folgenden Städten Partnerschaften:
- Kazincbarcika (Ungarn) seit 1996
- Svit (Slowakei) seit 2000

## Sehenswürdigkeiten

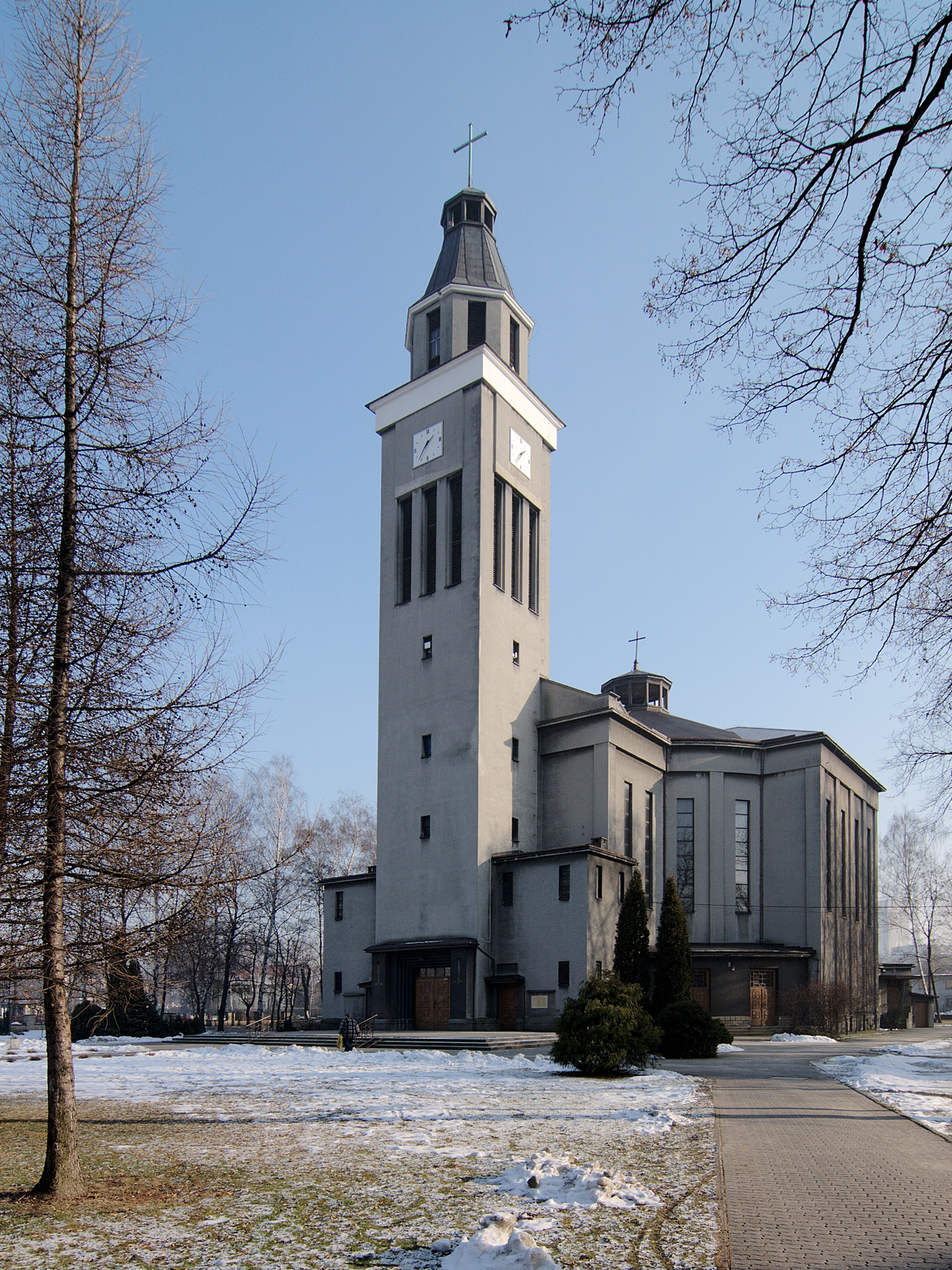
Pfarrkirche St. Method und Kyrill

- Mit dem Bau der katholischen Pfarrkirche St. Method und Kyrill wurde 1937 begonnen. Er zog sich jedoch, vom Zweiten Weltkrieg unterbrochen, zehn Jahre hin, so dass das Bauwerk erst 1947 geweiht werden konnte.[3]
- Auch wenn die Stadt Knurów über kein denkmalgeschütztes Gebäude verfügt, verdienen die von 1900 bis 1921 erbauten Knurower Arbeiterkolonien Beachtung. Sie entstanden in Umgebung der Von-Velsen-Schächte, für die auch ein großes Gasthaus (1905), ein Knappschaftslazarett sowie das Verwaltungsgebäude der Bergwerksdirektion (beide von 1912) gebaut wurden. Der Stadtplaner Karl Henrici entwarf die Kolonien nach dem Schema einer Gartenstadt mit Arbeiter- und Beamtenwohnhäusern. Die historisch wertvolle Bausubstanz steht nicht unter Denkmalschutz und ist mehr und mehr dem Verfall preisgegeben. So wurde der Abriss der Hälfte der Beamtenwohnhäuser an der ul. Dworcowa für den Bau einer Autobahnauffahrt vom Woiwodschaftsdenkmalamt nicht gestoppt.[14]

## Söhne und Töchter der Stadt
- Anselmo Pietrulla OFM (1906–1992), Ordensgeistlicher, Bischof in Brasilien
- Henryk Janduda (1924–2008), polnisch-deutscher Fußballspieler
- Emil Kiszka (1926–2007), Sprinter und Weitspringer
- Krystyna Szumilas (* 1956), Politikerin, Abgeordnete des Sejm
- Krzysztof Zagórski (* 1967), Fußballspieler
- Henryk Bałuszyński (1972–2012), Fußballspieler
- Marcin Brosz, (* 1973), Fußballspieler und -trainer
- Janosch Dziwior (* 1974), deutscher Fußballspieler und -trainer
- Piotr Wyleżoł (* 1976), Jazzmusiker
- Tomasz Copik (* 1978), Fußballspieler